# فالويدين
الفالويدين (بالإنجليزية: Phalloidin) هو مركب ببتيد حلقي سام ينتمي إلى مجموعة من السموم تُعرف باسم الفالوتوكسينات (Phallotoxins). يتم عزل هذا المركب من فطر قبعة الموت (Amanita phalloides) شديد السمية. على الرغم من سميته العالية على مستوى الخلية، إلا أنه لا يُعتبر السبب الرئيسي للوفاة عند تناول هذا الفطر، وذلك بسبب ضعْف امتصاصه في الجهاز الهضمي.
تكمن الأهمية الكبرى للفالويدين في كونه أداة بحثية لا غنى عنها في مجال بيولوجيا الخلية، حيث يُستخدم لتصوير الهيكل الخلوي بدقة عالية.

## المصدر والتركيب
الفالويدين هو واحد من سبعة مركبات على الأقل تنتمي إلى الفالوتوكسينات، وجميعها مركبات ببتيدية ثنائية الحلقة. يتم استخلاصه من فطر قبعة الموت، وهو أحد أكثر الفطريات سمية في العالم. يتألف جزيء الفالويدين من سبعة أحماض أمينية مرتبة في حلقة، مع وجود جسر داخلي يخلق بنية ثنائية الحلقة مميزة، وهي المسؤولة عن ثباته الكيميائي وقدرته على الارتباط بالأكتين.

## آلية العمل البيوكيميائية
يعمل الفالويدين بآلية دقيقة ومحددة جدًا، حيث يرتبط بقوة بـخيوط الأكتين (F-actin)، وهي أحد المكونات الرئيسية لـالهيكل الخلوي في الخلايا حقيقية النواة. يتم الارتباط عند الواجهة بين وحدات الأكتين الفرعية داخل الخيط البوليمري.
يؤدي هذا الارتباط إلى تأثيرين رئيسيين:
1. تثبيت خيوط الأكتين: يمنع الفالويدين عملية تفكك (Depolymerization) خيوط الأكتين إلى وحداتها الأولية (G-actin)، مما يجعلها شديدة الثبات.
2. تعزيز البلمرة: يشجع على بلمرة وحدات الأكتين لتكوين خيوط جديدة.

ونتيجة لذلك، يؤدي الفالويدين إلى تراكم كميات زائدة من خيوط الأكتين الثابتة داخل الخلية، مما يعطل العمليات الحيوية الديناميكية التي تعتمد على التجميع والتفكيك المستمر للهيكل الخلوي، مثل حركة الخلية، وانقسامها، والنقل داخل الخلية.

## الاستخدام في الأبحاث والتصوير الخلوي
على الرغم من سميته، فإن قدرة الفالويدين على الارتباط بالأكتين بشكل انتقائي ودقيق جعلته أداة أساسية في مختبرات بيولوجيا الخلية. يتم ربط جزيئات الفالويدين كيميائيًا بـجزيئات الفلورسنت (الأصباغ المضيئة) مثل FITC، أو TRITC، أو عائلة Alexa Fluor.
عند إضافة هذا الفالويدين المصبوغ إلى الخلايا المثبتة، فإنه يرتبط بخيوط الأكتين، مما يسمح للباحثين بتصوير الهيكل الخلوي بوضوح شديد تحت المجهر الفلوري. يعتبر الفالويدين أفضل من الأجسام المضادة في هذا التطبيق نظرًا لصغر حجمه، مما يتيح الحصول على صور أكثر كثافة وتفصيلاً.

## السمية والدور في التسمم الفطري
الفالويدين شديد السمية للكبد عند حقنه مباشرة في مجرى الدم، حيث يؤدي إلى تلف خلايا الكبد بسرعة. ومع ذلك، فهو ليس السبب الرئيسي في الوفاة عند تناول فطر قبعة الموت عن طريق الفم. يعود ذلك إلى أن الفالويدين لا يتم امتصاصه بشكل جيد في الجهاز الهضمي.
السموم المسؤولة عن معظم حالات الوفاة الناتجة عن تناول هذا الفطر هي مجموعة أخرى من المركبات تسمى الأماتوكسينات، والتي يتم امتصاصها في الأمعاء وتتسبب في فشل كبدي وكلوي حاد بعد فترة كمون تتراوح بين 6 إلى 12 ساعة.